# Felix Kern
Felix Kern (* 21. Mai 1892 in Unterweißenbach; † 23. Oktober 1955 in Linz) war ein oberösterreichischer Politiker (CS/VF/ÖVP) und Redakteur. Er war Abgeordneter zum Österreichischen Nationalrat, Abgeordneter zum Oberösterreichischen Landtag sowie Landesrat und Landeshauptmann-Stellvertreter in der Oberösterreichischen Landesregierung.

## Ausbildung und Beruf
Kern besuchte nach der Volksschule ab 1903 das Humanistische Staatsgymnasium in Ried im Innkreis, wo er 1911 die Matura ablegte und studierte im Anschluss ab 1912 ohne Abschluss Rechtswissenschaften an der Universität Wien und wurde 1913 Mitglied der katholischen Studentenverbindung KÖStV Austria Wien. Als Freiwilliger wurde er zu Beginn des Ersten Weltkriegs zum Kriegsdienst eingezogen, wobei er in der Folge bei Einsatz in Bosnien und Dalmatien vier Mal verwundet wurde. Er erhielt mehrere Kriegsauszeichnungen und rüstete 1918 als Oberleutnant des k. k. Schützenregiment Nr. 47 ab. Er war in der Folge als Sekretär des Volksvereins tätig und übernahm von 1919 bis 1922 die Leitung der Steyrer Zeitung. Danach widmete sich Kern gänzlich seinen Funktionen im Bauernbund und in der Politik.
Nach der Machtübernahme der Nationalsozialisten wurde Kern all seiner Ämter enthoben und am 13. März 1938 verhaftet. Nach dem Ende seiner Polizeihaft verbrachte man ihn im Juli 1938 in das KZ Dachau, wo er weiter inhaftiert wurde. Im April 1939 folgte nach seiner Genesung im Krankenhaus München sein Rücktransport nach Linz, wo er schließlich entlassen wurde. Er fand ab August 1939 eine Anstellung als Bau- und Rechtsreferent in der Diözesanfinanzkammer des Bischöflichen Ordinariates Linz, wurde jedoch am 22. Juli 1944 erneut verhaftet und bis 17. Oktober im Linzer Polizeigefängnis inhaftiert. Danach brachte man ihn in das Lager Schörgenhub, wo er am 24. Dezember 1944 entlassen wurde.
Nach dem Ende des Zweiten Weltkriegs übernahm Kern am 22. Juni 1945 wieder seinen Posten als Direktor des Bauernbundes Oberösterreich, zudem war er von 1947 bis 1955 Aufsichtsratsmitglied der OKA. Des Weiteren war er Aufsichtsratsvorsitzender des Schwefelbad Bad Schallerbach.

## Politik und Funktionen
Trotz seines jungen Alters wurde Kern noch vor dem Ersten Weltkrieg von Landeshauptmann Hauser mit der Reorganisation der Christlichsozialen Partei in Oberösterreich beauftragt. Zudem arbeitete er von 1912 bis 1919 als Mitarbeiter und Sekretär des Katholischen Volksvereins für Oberösterreich. Kern setzte in der Folge durch, dass zahlreiche Kriegsheimkehrer und Versehrte Mitglied der Provisorischen Landesversammlung wurden. Des Weiteren leitete er die Gründung des Oberösterreichischen Bauernbundes in die Wege. Er übernahm im Oktober 1922 die Funktion des Leitenden Sekretär des Bauernbundes Oberösterreich und stieg per 21. April 1923 zu dessen Direktor auf.
Als Mandatar war Kern vom 18. November 1918 bis zum 15. Mai 1919 Mitglied der Provisorischen Landesversammlung Oberösterreichs. Er vertrat die Christlichsoziale Partei zwischen dem 2. Juli 1925 und dem 31. Oktober 1934 im Oberösterreichischen Landtag (XIII. und XIV. Wahlperiode) und war zudem vom 18. Mai 1927 bis zum 30. September 1931 Abgeordneter zum Nationalrat (III. und IV. Gesetzgebungsperiode). Seine Karriere in der Landesregierung begann Kern 1925 als Landesrat-Stellvertreter von Landesrat Max Mayer, 1929 wurde er zum Landesrat gewählt. Er übernahm in der Landesregierung das Baureferat und war nach dem Rücktritt von Landesrat Hirsch im Dezember 1933 auch für das Schulreferat verantwortlich. Kern führte diese beiden Referate in der Folge bis zu seiner Amtsenthebung am 18. März 1938.
Nach dem Zweiten Weltkrieg wurde Kern am 13. Dezember 1945 neuerlich als Abgeordneter zum Landtag angelobt, zudem war er ab diesem Datum Landesrat und neuerlich für die Ressort Bauwesen und Schulen verantwortlich. Er war bis zum 23. Oktober 1955 Mitglied der Landesregierung (XVI. und XVII. Gesetzgebungsperiode), wobei er ab 1947 auch das Amt des Landeshauptmann-Stellvertreters innehatte.
Neben seiner Tätigkeit in Landtag und Landesregierung war Kern auch Mitglied der Vollversammlung und des Hauptausschusses der Landwirtschaftskammer, Vorstandsmitglied der Volkskredit Oberösterreich, Landesbaureferent, ab 1954 Obmann-Stellvertreter des Katholischen Pressvereins der Diözese Linz sowie Präsident des Volksvereins für Oberösterreich.

## Privates
Kern war verheiratet und Vater von sechs Kindern.

## Auszeichnungen
- Kleine Silberne Tapferkeitsmedaille
- Tapferkeitsmedaille in Bronze
- Ehrenbürger zahlreicher oö. Gemeinden